# Alexis Norambuena
Alexis Patricio Norambuena Ruz (Santiago del Cile, 13 marzo 1984) è un ex calciatore cileno naturalizzato palestinese, di ruolo difensore.

## Carriera

### Club
Ha giocato con le squadre cilene Unión Española e Ñublense.
Debutta con lo Jagiellonia Białystok il 5 aprile 2008 nella sconfitta fuori casa per 2-0 contro il Widzew Łódź.
Segna il suo primo gol in Polonia nell'1-1 in trasferta contro il ŁKS Łódź al 62'.

### Nazionale
Tra il 2012 ed il 2019 ha giocato nella nazionale palestinese.

## Statistiche

### Cronologia presenze e reti in nazionale
| Cronologia completa delle presenze e delle reti in nazionale ― Palestina | Cronologia completa delle presenze e delle reti in nazionale ― Palestina | Cronologia completa delle presenze e delle reti in nazionale ― Palestina | Cronologia completa delle presenze e delle reti in nazionale ― Palestina | Cronologia completa delle presenze e delle reti in nazionale ― Palestina | Cronologia completa delle presenze e delle reti in nazionale ― Palestina | Cronologia completa delle presenze e delle reti in nazionale ― Palestina | Cronologia completa delle presenze e delle reti in nazionale ― Palestina |
| Data                                                                     | Città                                                                    | In casa                                                                  | Risultato                                                                | Ospiti                                                                   | Competizione                                                             | Reti                                                                     | Note                                                                     |
| ------------------------------------------------------------------------ | ------------------------------------------------------------------------ | ------------------------------------------------------------------------ | ------------------------------------------------------------------------ | ------------------------------------------------------------------------ | ------------------------------------------------------------------------ | ------------------------------------------------------------------------ | ------------------------------------------------------------------------ |
| 11-1-2019                                                                | Dubai                                                                    | Palestina                                                                | 0 – 3                                                                    | Australia                                                                | Coppa d'Asia 2019 - 1º turno                                             | -                                                                        |                                                                          |
| 15-1-2019                                                                | al-'Ayn                                                                  | Palestina                                                                | 0 – 0                                                                    | Giordania                                                                | Coppa d'Asia 2019 - 1º turno                                             | -                                                                        | 88’                                                                      |
| Totale                                                                   |                                                                          | Presenze                                                                 | 2                                                                        |                                                                          | Reti                                                                     | 0                                                                        |                                                                          |

## Palmarès

### Club
- Campionato cileno: 1

Unión Española: 2005
- Coppa di Polonia: 1

Jagiellonia: 2009-2010
- Supercoppa di Polonia: 1

Jagiellonia: 2010
- Campionato polacco di seconda divisione: 1

GKS Bełchatów: 2013-2014